# Bixbyita-(Fe)
La bixbyita-(Fe) és un mineral de la classe dels òxids. Rep el seu nom de Maynard Bixby (1853-1935), prospector, miner i distribuïdor de minerals de Salt Lake City, Estats Units, qui va recollir i facilitar els primers exemplars per al seu estudi.

## Característiques
La bixbyita-(Fe) és un òxid de fórmula química (Fe,Mn)₂O₃. A finals de l'any 2021 es va acceptar una proposta que convertia l'antiga bixbyita en un nom de sèrie, i que definia la bixbyita-(Fe) com la part dominant Fe3+ de la sèrie, amb la fórmula ideal esmentada, i la bixbyita-(Mn) com la part dominant Mn3+ de la mateixa sèrie, amb una fórmula ideal Mn₂O₃.

## Formació i jaciments
Ha estat descrita a la serralada Thomas, al comtat de Juab (Utah, Estats Units), i a Valle de las Plumas, al departament de Mártires (Chubut, Argentina). Aquests dos indrets són els únics de tot el planeta on ha estat descrita aquesta espècie mineral.